# Zenúes
Os zenúes são um povo indígena da Colômbia, cujo território ancestral estava formado pelos vales dos rios Sinú e San Jorge e o litoral Caribe ao redor do Golfo de Morrosquillo, nos atuais departamentos colombianos de Córdoba e Sucre. Também se encontram em Urabá e em vários assentamentos em Antioquia.

## História

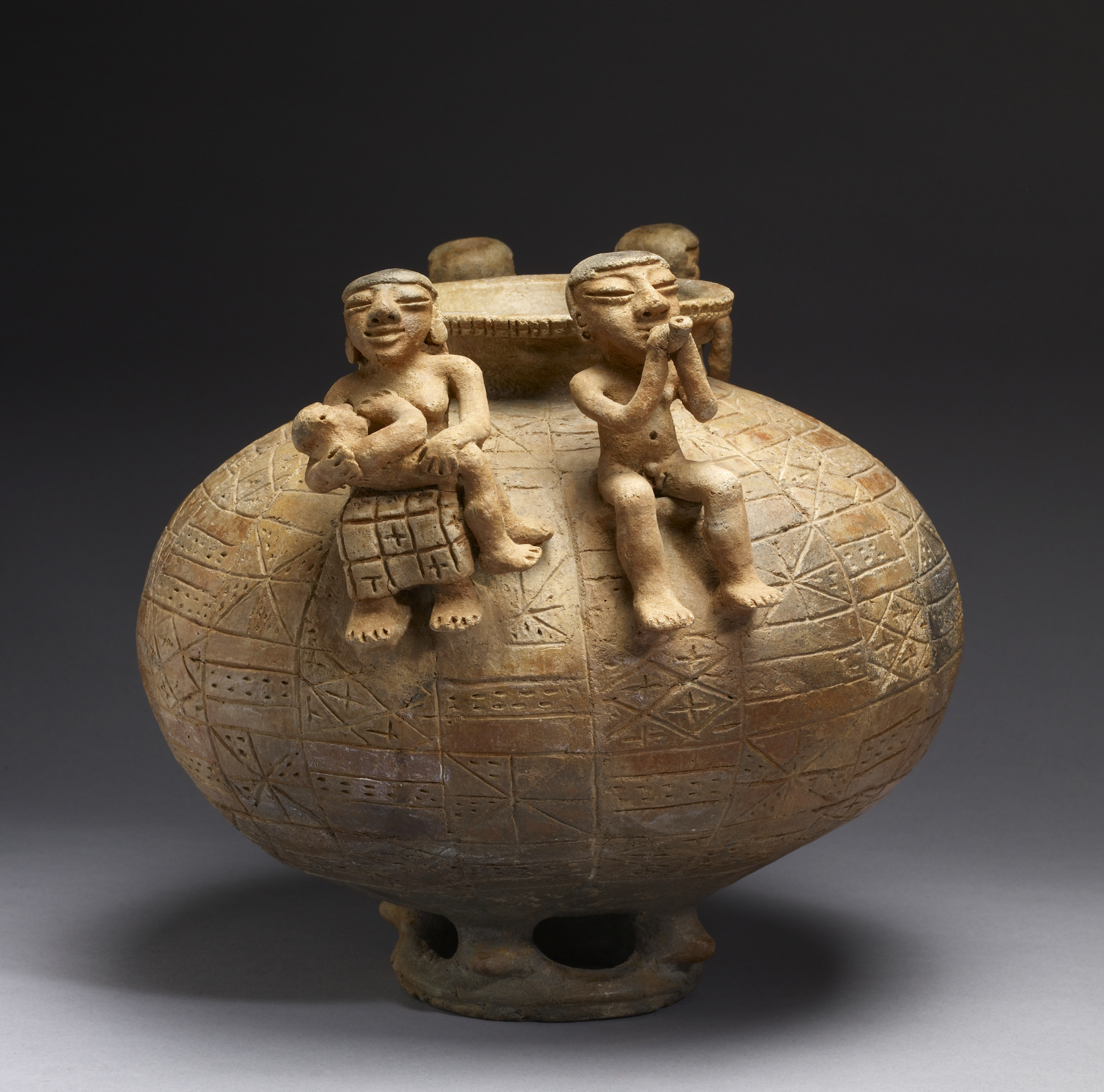
Cerámica zenú.

Por ser uma área com abundância de água, a partir de aproximadamente 200 a.C, os zenúes formaram uma sociedade hidráulica que construiu um sofisticado sistema de canais de drenagem, o que lhes permitiu controlar enchentes e adaptar grandes áreas para moradia e principalmente para cultivo. O sistema, que se expandia progressivamente, chegou a cobrir até 600.000 hectares por volta do ano 1000. No século XI destacava-se o grande centro religioso de Finzenú, no vale do Sinú, que exercia seu domínio sobre várias populações do entorno. O Panzenú foi a denominação do vale de San Jorge; e Zenufana no vale do Nechí e baixo Cauca, área de produção de ouro. Além de grandes ourives, os zenúes eram bons oleiros, como se vê no desenvolvimento das técnicas da cerâmica.
Com a colonização espanhola iniciou-se um processo sistemático e violento de expropriação de terras das comunidades indígenas zenúes. Se implantou a encomienda e se conformaram fazendas. En 1773, o Rei da Espanha demarcou o território de San Andrés de Sotavento e outras duas terras como "resguardo indígena", após um longo processo. O resguardo de San Andrés de 83 mil hectares sobreviveu até o início do século XX, quando foi dissolvido em uma operação de grilagem.
Os indígenas lutaram, principalmente a partir de 1969, para reconquistar seus resguardos. Em 1990, o governo reconstituiu o resguardo San Andrés de Sotavento com 10.000 hectares e a expandiu progressivamente para 23.000 hectares. Durante o processo de luta pela terra, dezenas de líderes zenúes foram assassinados.

## Economia

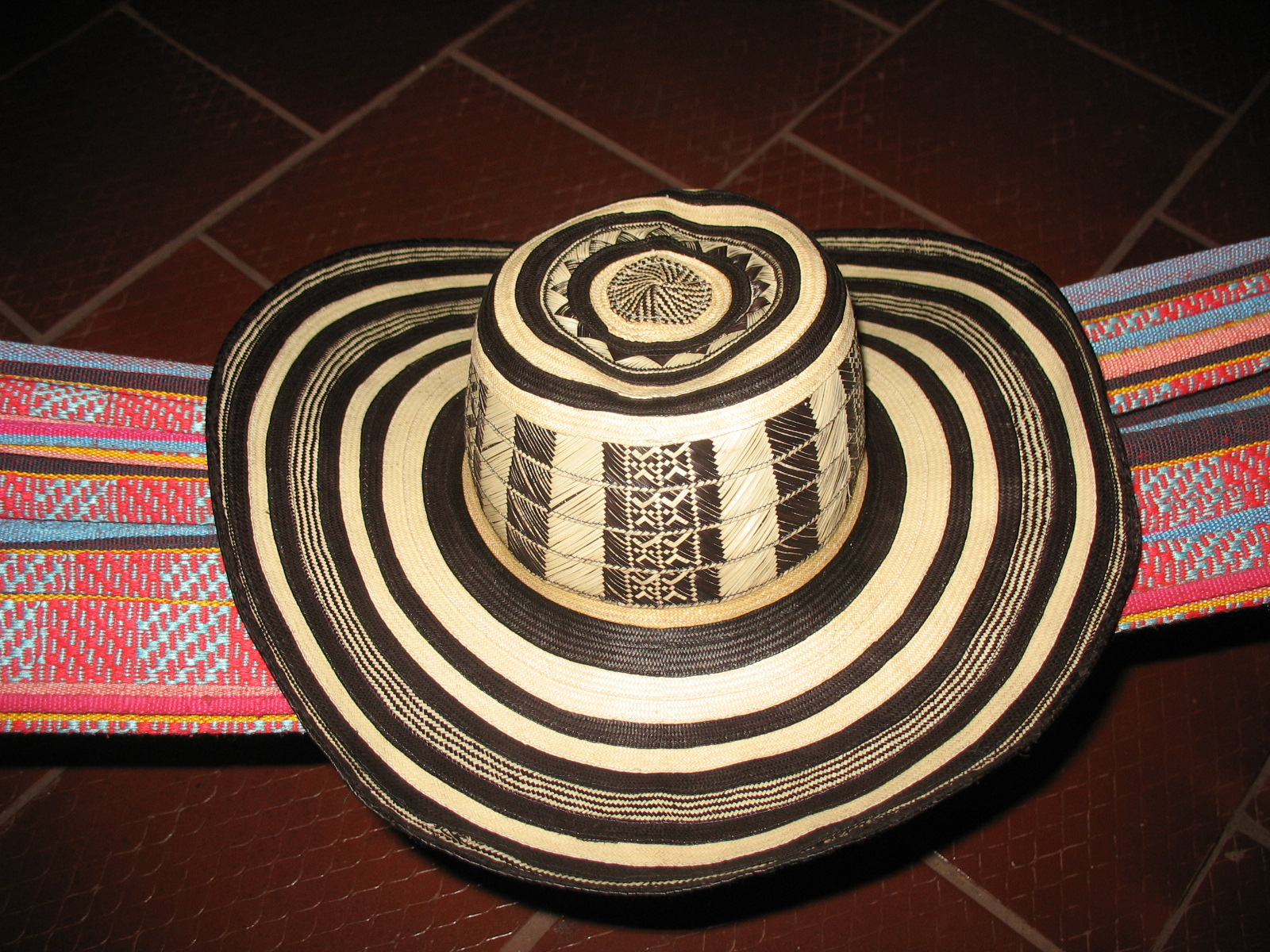
Chapéu vueltiao fabricado pelos artesãos zenúes.

Suas principais atividades são a agricultura e o artesanato. Cultivam milho, pimenta, mandioca, feijão, abóbora, inhame, árvores frutíferas como patilla, melão, manga, corozo, goiaba e graviola, e usam várias palmeiras, gramíneas e videiras para artesanato e construção de casas.
Uma atividade adicional é a pesca. Além dos peixes, comem jacaretingas e a tartaruga "hicotea" (Trachemys callirostris), que por vezes são criadas em pequena escala. Também caçam cutias e pássaros como o corvo-marinho ou "biguá" (Phalacrocorax olivaceus) e diferentes perus.
Como artesãos, eles se destacam no trançado de fibras vegetais para a confecção de chapéus e outros objetos, que hoje são exportados para diversos países. O chapéu "vueltiao" é feito da fibra extraída da "cana-flecha" (Gynerium sagitatum). A fibra da "napa" (Manicaria saccifera) e da "iraça" (Carludovica palmata) são utilizadas na confecção de cestos, vasos, vassouras, leques e esteiras.